# Florea Dumitrache
Florea Dumitrache (né le 22 mai 1948 à Bucarest, Roumanie - mort le 26 avril 2007 à Bucarest, Roumanie) est un footballeur international roumain.
Après la Coupe du Monde 1970, le club italien Juventus voulait signer Dumitrache mais le régime communiste de Nicolae Ceauşescu a refusé.
Il est victime d'une hémorragie cérébrale début avril 2007. Transporté dans le coma à l'hôpital municipal de Bucarest, il est opéré quelques jours plus tard mais meurt le 26 avril (il souffrait aussi de problèmes vasculaires et d'une cirrhose).

## Palmarès

### En sélection
- 31 sélections et 15 buts avec l'équipe de Roumanie entre 1968 et 1974[3].
- Participation à la Coupe du monde en 1970

### En club
- Champion de Roumanie en 1971, 1973, 1975
- Vainqueur de la Coupe de Roumanie en 1968
- Champion de Roumanie de Deuxième Division en 1980

### Distinctions
- Élu Footballeur roumain de l'année en 1968 et 1969
- Meilleur buteur du Championnat de Roumanie en 1969 et 1971